# Superatomo
Un superatomo è un insieme di atomi legati tra loro in un cluster che sembra esibire proprietà chimiche simili a quelle di atomi elementari. Le prime ricerche in questo campo furono compiute nel 2005 da studiosi della Virginia Commonwealth University.
Studi successivi hanno confermato che molti elementi della tavola periodica hanno un corrispettivo tra i superatomi. Ad esempio, 6 atomi di alluminio formano una molecola che ha caratteristiche simili al rutenio, 13 somigliano allo iodio (e, con l'aggiunta di un elettrone al sistema, si ottengono caratteristiche da gas nobile), 14 atomi di alluminio somigliano al calcio. La combinazione di una molecola di carbonio e una di tungsteno genera un superatomo che ha comportamento chimico simile al piombo. Allo stesso modo, nichel e tellurio, se combinati in diverse quantità, possono somigliare a singoli atomi di sodio, potassio e cloro.
La ricerca è impegnata a valutare la possibilità di sostituire, in applicazioni pratiche, degli atomi di materiali molto costosi o rari con dei superatomi di basso costo: ad esempio, sostituire il platino delle marmitte catalitiche con il carburo di tungsteno, suo equivalente; oppure, rimpiazzare il palladio usato in alcuni processi di combustione, con il monossido di zirconio.
Altro tema di interesse è la possibilità che dei superatomi, oltre a possedere proprietà chimiche analoghe, esibiscano proprietà ulteriori rispetto agli atomi a cui somigliano. 